# زایلازین
زایلازین (انگلیسی: Xylazine) یک آنالوگ کلونیدین و آگونیست در کلاس α۲ گیرنده آدرنرژیک است. این دارو برای آرام‌سازی، بی‌هوشی، آرام‌سازی ماهیچه‌ها و بی‌دردی در جانورانی مانند اسب، گاو و سایر پستانداران غیرانسانی استفاده می‌شود. دامپزشکان همچنین از زیلازین به عنوان یک استفراغ کننده، به ویژه در گربه‌ها استفاده می‌کنند.
در بیهوشی دامپزشکی، زیلازین اغلب در ترکیب با کتامین استفاده می‌شود. تداخلات دارویی این دارو در جانوران گوناگون متفاوت است.

## کاربرد پزشکی
زیلازین اغلب به عنوان آرام‌بخش، شل کننده عضلات و مسکن استفاده می‌شود. این دارو اغلب در درمان کزاز به کار می‌رود. زایلازین بسیار شبیه به داروهایی مانند فنوتیازین، داروهای ضد افسردگی سه حلقه‌ای و کلونیدین است. به عنوان یک بی‌حس‌کننده، معمولاً همراه با کتامین به کار می‌رود. به نظر می‌رسد زایلازین حساسیت به انسولین و جذب گلوکز را در انسان کاهش می‌دهد. یوهیمبین، یک آنتاگونیست گیرنده آدرنرژیک α۲، برای کاهش سطح گلوکز به سطح سالم استفاده شده‌است. در شرایط بالینی، یوهیمبین می‌تواند اثرات نامطلوب زیلازین را وارون کند اگر به صورت داخل وریدی بلافاصله پس از تجویز زیلازین تجویز شود.

## عوارض جانبی
مصرف بیش از حد زیلازین معمولاً در انسان کشنده است. از آنجایی که به عنوان یک داروی تقلبی استفاده می‌شود، علائم ناشی از داروهای همراه با تجویز زیلازین در افراد گوناگون متفاوت است.
شایع‌ترین عوارض جانبی مرتبط با مصرف زایلازین در انسان شامل برادی‌کاردی، افسردگی تنفسی، فشار خون پایین، فشار خون گذرا ثانویه به تحریک عصب واگ و سایر تغییرات در برون‌ده قلبی است. زیلازین به‌طور چشمگیری ضربان قلب را در جانورانی که از پیش با داروهایی که دارای اثرات آنتی کولینرژیک هستند، کاهش می‌دهد. کاهش ضربان قلب مستقیماً بر جریان آئورت تأثیر می‌گذارد. برادی‌کاردی ناشی از تجویز زیلازین به‌طور مؤثر با تجویز آتروپین یا گلیکوپیرولات پیشگیری می‌شود. آریتمی‌های مرتبط با زیلازین شامل علائم دیگری مانند بلوک سینوسی دهلیزی، بلوک دهلیزی، تجزیه A-V و آریتمی سینوسی است.
تجویز زیلازین می‌تواند منجر به دیابت شیرین و هیپرگلیسمی شود. سایر عوارض جانبی احتمالی که ممکن است رخ دهد عبارتند از: آرفلکسی، آستنی، آتاکسی، تاری دید، بی‌حسی، سرگیجه، خواب‌آلودگی، دیس‌آرتری، دیسمتری، غش، کم‌رفلکسی، تکلم، خواب‌آلودگی، مبهوت، کما، انقباض تنفسی، آپنه زودرس، تاکی‌کاردی، میوز و خشکی دهان. به ندرت، هیپوتونی، خشکی دهان، بی‌اختیاری ادرار و تغییرات قطعه ST الکتروکاردیوگرافی غیراختصاصی رخ می‌دهد. گزارش شده‌است که طول مدت علائم پس از مصرف بیش از حد در انسان ۸ تا ۷۲ ساعت است. پژوهش‌ها بیشتر برای دسته‌بندی عوارض جانبی که هنگام استفاده از زیلازین همراه با هروئین و کوکائین رخ می‌دهد، ضروری است.
گزارش شده‌است که مصرف مزمن با زوال فیزیکی، وابستگی، آبسه و زخم پوستی همراه است که می‌تواند از نظر فیزیکی ناتوان‌کننده و دردناک باشد. فشار خون بالا و به دنبال آن افت فشار خون، برادی‌کاردی و افسردگی تنفسی باعث کاهش اکسیژن بافت در پوست می‌شود؛ بنابراین، استفاده مزمن از زیلازین می‌تواند کمبود اکسیژن پوست را افزایش داده و منجر به زخم‌های شدید پوست شود. اکسیژن رسانی کمتر پوست با اختلال در ترمیم زخم‌ها و احتمال عفونت بیشتر همراه است. زخم‌ها ممکن است چرک ترشح کنند و بوی مشخصی داشته باشند. در موارد شدید، قطع عضو باید در اندام آسیب دیده انجام شود.

## فارماکولوژی

### مکانیسم عمل
زایلازین یک آگونیست α۲ آدرنرژیک قوی است. هنگامی که زایلازین و سایر آگونیست‌های گیرنده α۲ آدرنرژیک تجویز می‌شوند، در عرض ۳۰ تا ۴۰ دقیقه در سراسر بدن پخش می‌شوند. به دلیل ماهیت بسیار چربی دوست زیلازین، مستقیماً گیرنده‌های α۲ مرکزی و همچنین گیرنده‌های α-آدرنرژیک محیطی را در بافت‌های گوناگون تحریک می‌کند. به عنوان یک آگونیست، زیلازین منجر به کاهش انتقال عصبی نوراپی‌نفرین و دوپامین در سیستم عصبی مرکزی می‌شود. این کار را با تقلید نوراپی‌نفرین در اتصال به گیرنده‌های سطح پیش سیناپسی انجام می‌دهد، که منجر به مهار بازخورد نوراپی‌نفرین می‌شود.
زیلازین همچنین با سرکوب عملکرد انتقال نوراپی‌نفرین از راه مهار رقابتی حمل و نقل بستر، به عنوان یک مهارکننده حمل و نقل عمل می‌کند. بر این اساس، زیلازین به‌طور چشمگیری کیلومتر را افزایش می‌دهد و بر Vmax تأثیر نمی‌گذارد. این احتمالاً با برهمکنش مستقیم در ناحیه‌ای رخ می‌دهد که با محل اتصال ضد افسردگی همپوشانی دارد. برای مثال، زیلازین و کلونیدین جذب MIBG، آنالوگ نوراپی‌نفرین، را در سلول‌های نوروبلاستوما سرکوب می‌کنند. زیلازین تمایلات مختلفی به گیرنده‌های کولینرژیک، سروتونرژیک، دوپامینرژیک، α۱ آدرنرژیک، H2 هیستامینرژیک و گیرنده‌های مواد افیونی دارد. ساختار شیمیایی آن شباهت فراوانی به فنوتیازین‌ها، داروهای ضد افسردگی سه حلقه‌ای و کلونیدین دارد.

### فارماکوکینتیک
زیلازین به سرعت جذب، متابولیزه و دفع می‌شود. زیلازین را می‌توان به صورت داخل وریدی، داخل عضلانی، زیر جلدی یا خوراکی به تنهایی یا همراه با سایر داروهای بیهوشی مانند کتامین، باربیتورات‌ها، کلرال هیدرات و هالوتان استنشاق یا تجویز کرد تا اثرات بیهوشی قابل اعتمادی ارائه دهد. رایج‌ترین راه مصرف آن، تزریق است. این دارو به عنوان یک بی‌حس‌کننده دامپزشکی استفاده می‌شود و دوز توصیه شده میان گونه‌ها متفاوت است.
اثر زیلازین معمولاً ۱۵ تا ۳۰ دقیقه پس از تجویز دیده می‌شود و اثر آرام‌بخش ممکن است برای ۱ تا ۲ ساعت ادامه داشته باشد و تا ۴ ساعت به درازا بکشد. هنگامی که زیلازین به سیستم عروقی دسترسی پیدا می‌کند، در خون توزیع می‌شود و به زایلازین اجازه می‌دهد تا اندام‌های هدف از جمله قلب، ریه‌ها، کبد و کلیه را پرفیوژن کند. در موارد غیرکشنده، غلظت پلاسمایی خون از ۰٫۰۳ تا ۴٫۶ میلی‌گرم در لیتر متغیر است. زیلازین به‌طور گسترده منتشر می‌شود و به سد خونی مغز نفوذ می‌کند، همان‌طور که ممکن است به دلیل ماهیت بدون بار و چربی دوست این ترکیب انتظار می‌رود.
زیلازین توسط آنزیم‌های سیتوکروم P450 کبدی متابولیزه می‌شود. هنگامی که زیلازین به کبد می‌رسد، متابولیزه می‌شود و به کلیه‌ها می‌رود تا به صورت ادرار دفع شود. حدود ۷۰ درصد از یک دوز از راه ادرار دفع می‌شود؛ بنابراین، ادرار می‌تواند در تشخیص تجویز زیلازین استفاده شود، زیرا حاوی متابولیت‌های فراوانی است که هدف‌ها و محصولات اصلی در ادرار هستند. در عرض چند ساعت، زیلازین به سطوح غیرقابل تشخیص کاهش می‌یابد. عوامل دیگری نیز می‌توانند به‌طور قابل توجهی بر فارماکوکینتیک زیلازین تأثیر بگذارند، از جمله جنسیت، تغذیه، شرایط محیطی و بیماری‌های پیشین.

## خوانش بیشتر
- McCurnin DM, Bassert JM (2002). Clinical Textbook for Veterinary Technicians (5th ed.). Philadelphia, PA: Saunders.
- "Rompun Homepage". Bayer Healthcare. 2005. Archived from the original on 2007-03-02.
- Wright, Bob (2000). "Human health concerns when working with medications around horses". Agdex# 460. Ontario Ministry of Agriculture, Food and Rural Affairs (OMAFRA).